# Mary Poppins powraca
Mary Poppins powraca (ang. Mary Poppins Returns) – amerykańsko-brytyjski musical filmowy z 2018 roku w reżyserii Roba Marshalla, z Emily Blunt w roli głównej, na podstawie serii książek Pameli Lyndon Travers o Mary Poppins.
Film miał swoją premierę 19 listopada 2018 w Dolby Theatre w Hollywood. Na ekrany kin w szerokiej dystrybucji w Stanach Zjednoczonych wszedł 19 grudnia 2018, w Polsce 25 grudnia. Obraz był nominowany do Oscara w czterech kategoriach w 2019 roku: najlepsza muzyka oryginalna, najlepsza piosenka („The Place Where Lost Things Go”), najlepsza scenografia oraz najlepsze kostiumy.

## Fabuła
Do Londynu do domu państwa Banksów przybywa niania, która jest wymagająca, ale też bardzo miłująca powierzone jej pieczy dzieci.

## Obsada
W filmie wystąpili m.in.:
- Emily Blunt jako Mary Poppins
- Lin-Manuel Miranda jako Jack
- Ben Whishaw jako Michael Banks
- Emily Mortimer jako Jane Banks
- Pixie Davies jako Annabel Banks
- Joel Dawson jako Georgie Banks
- Nathanael Saleh jako John Banks
- Julie Walters jako Ellen
- Meryl Streep jako Topsy
- Colin Firth jako Wilkins / wilk
- Kobna Holdbrook-Smith jako Frye / łasica
- Jeremy Swift jako Gooding / borsuk
- David Warner jako admirał Boom
- Jim Norton jako Mr. Binnacle
- Dick Van Dyke jako Mr. Dawes Jr.
- Angela Lansbury jako Kobieta z balonami
- Noma Dumezweni jako Penny Farthing
- Tarik Frimpong jako Angus
- Karen Dotrice jako elegancka kobieta
- Edward Hibbert jako papuga / uchwyt parasolki (głos)
- Chris O’Dowd jako woźnica Shamus (głos)
- Mark Addy jako koń Clyde (głos)

### Polski dubbing
- Anna Dereszowska jako Mary Poppins
- Ewa Prus jako Mary Poppins (wokal)
- Wojciech Brzeziński jako Jack
- Paweł Paprocki jako Michael Banks
- Anna Gajewska jako Jane Banks
- Julia Totoszko jako Annabel Banks
- Mateusz Panasiuk jako John Banks
- Jakub Strach jako Georgie Banks
- Renata Berger jako Ellen
- Ewa Dałkowska jako kuzynka Topsy
- Wojciech Malajkat jako William Wilkins / Wilk
- Cezary Żak jako Pan Gooding / Borsuk
- Wojciech Żołądkowicz jako Pan Frye / Łasica
- Włodzimierz Press jako Pan Dawes Junior
- Elżbieta Gaertner jako pani z balonami
- Katarzyna Dąbrowska jako Penny Farthing
- Elżbieta Jędrzejewska jako przechodzień
- Andrzej Arciszewski jako Admirał Boom
- Adam Bauman jako mleczarz
- Tadeusz Borowski jako Binokl
- Andrzej Chudy jako strażnik parkowy
- Aleksander Mikołajczak jako portier
- Wojciech Paszkowski jako Papuga-parasol
- Marcin Przybylski jako Shamus
- Otar Saralidze jako Angus
- Jan Staszczyk jako pingwin